# Fulciniola snelleni
Fulciniola snelleni es una especie de mantis de la familia Iridopterygidae. Es la única especie del género monotípico Fulciniola.

## Distribución geográfica
Se encuentra en las Molucas y Nueva Guinea.